# 夏日風物
「夏日風物」（夏もの）是日本的音樂团体AAA的第15张单曲。2007年7月18日由avex trax发售。

## 概要
- 「夏日風物」是AAA出道以來第一張3A單曲，亦是成員後藤友香里離開後第一張單曲。
- 「SUNSHINE」是日本电视台節目「スポーツうるぐす」6月〜8月的主题曲，是繼「Friday Party」後第二次歌曲成為該節目主题曲。
- 「No End Summer」是男子組成員的歌曲，而「花火」是女子組成員的歌曲。
- 此單曲有4個版本，分別有「SUNSHINE ver.」、「No End Summer ver.」、「花火 ver.」和「CD ONLY」。各版本收錄不同的Music Clip。而「CD ONLY」收錄了「颶風·莉莉，波士頓·瑪麗」的「颶風·莉莉，波士頓·瑪麗 [People of the sun MIX]」
- 與DVD「4th ATTACK at SHIBUYA-AX on 4th of April」同時發行。
- 在7月30日於公信榜单曲週排行榜取得第5位

## 收录内容

### CD+DVD（ SUNSHINE ver.）
CD
1. SUNSHINE
（作詞：Delicatessen　作曲・編曲：Hyoutan）
2. No End Summer
（作詞：MIZUE　作曲：原一博　編曲：REO）
3. 花火（官譯：煙火）
（作詞：川原京　作曲・編曲：小西貴雄）
4. SUNSHINE（Instrumental）
5. No End Summer（Instrumental）
6. 花火（Instrumental）

DVD
1. SUNSHINE（Music Clip）

### CD+DVD（No End Summer ver.）
CD
1. SUNSHINE
2. No End Summer
3. 花火
4. SUNSHINE（Instrumental）
5. No End Summer（Instrumental）
6. 花火（Instrumental）

DVD
1. No End Summer（Music Clip）

### CD+DVD （花火 ver.）
CD
1. SUNSHINE
2. No End Summer
3. 花火
4. SUNSHINE（Instrumental）
5. No End Summer（Instrumental）
6. 花火（Instrumental）

DVD
1. 花火（Music Clip）

### CD ONLY
1. SUNSHINE
2. No End Summer
3. 花火
4. 颶風·莉莉，波士頓·瑪麗 [People of the sun MIX]
5. SUNSHINE（Instrumental）
6. No End Summer（Instrumental）
7. 花火（Instrumental）